# Малобуяновське сільське поселення
Малобуя́новське сільське поселення (рос. Малобуяновское сельское поселение) — муніципальне утворення у складі Шемуршинського району Чувашії, Росія. Адміністративний центр — присілок Мале Буяново.
Станом на 2002 рік існували Малобуяновська сільська рада (присілки Какерлі-Шигалі, Мале Буяново, Нижнє Буяново) та Трьохізб-Шемуршинська сільська рада (присілок Трьохізб-Шемурша).

## Населення
Населення — 1127 осіб (2019, 1421 у 2010, 1594 у 2002).

## Склад
До складу поселення входять такі населені пункти:
| Населений пункт          | Населення, осіб (2002) | Населення, осіб (2010) |
| ------------------------ | ---------------------- | ---------------------- |
| Какерлі-Шигалі, присілок | 307                    | 261                    |
| Мале Буяново, присілок   | 468                    | 429                    |
| Нижнє Буяново, присілок  | 297                    | 268                    |
| Трьохізб-Шемурша, село   | 522                    | 463                    |